# Thelepus pequenianus
Thelepus pequenianus är en ringmaskart som beskrevs av Augener 1918. Thelepus pequenianus ingår i släktet Thelepus och familjen Terebellidae. Inga underarter finns listade i Catalogue of Life.